# Европейский анчоус
Европе́йский анчо́ус, или хамса́ (лат. Engraulis encrasicolus) — вид рыб из семейства анчоусовых (Engraulidae).

## Описание
Длина тела взрослых особей — обычно 12—15 см, не более 20 см.
Тело удлинённое, низкое, покрыто циклоидной чешуёй, сжатая с боков голова голая. Чешуя тонкая, легко спадает. Верхняя челюсть выступает вперёд. Рот крупный полунижний, нижняя челюсть узкая и длинная, задний конец длинной и тонкой верхнечелюстной кости заходит за край предкрышки. На челюстях мелкие зубы. Брюшной киль и боковая линия отсутствуют. Основания брюшных плавников расположены впереди вертикали начала спинного плавника. Ротовое отверстие очень широкое. Крупные глаза расположены близко к концу рыла и покрыты снаружи прозрачной кожной плёнкой, . В спинном плавнике насчитывается 12—15 лучей; в анальном — 16—20; в брюшных — 7; жаберных тычинок — 58—80; позвонков — 39—48; поперечных рядов чешуи — 41—50. Спинка зелёного цвета, бока ярко-серебристые, брюшко серебристо-белое, жаберные крышки имеют желтоватый оттенок.

## Биология
Морская стайная прибрежнопелагическая рыба. В тёплое время года держится преимущественно в поверхностных слоях водной толщи. В Средиземном море зимует на глубине до 150—200 м, в Чёрном море — до 140 м (обычно 40—70 м). Встречается при температуре воды от 5—6 до 28 °С.
Анчоус ежегодно совершает миграции от мест зимовки к местам нереста и нагула. Летом перемещается к северу, поднимаясь в верхние слои воды; зимой — на юг, опускаясь до глубины 400 м. Нерест с апреля по ноябрь, пик приходится на самые тёплые месяцы. Продолжительность жизни 3—4 года, может достигать половой зрелости уже на первом году жизни.
Оптимальная температура воды в период нереста 18—26 °С. Вымет и оплодотворение икры происходят ночью в основном от 20—21 до 24 часов. Икрометание порционное, в 2—3 порции. Икра пелагическая, прозрачная, имеет форму эллипса. Жировая капля отсутствует. Плавучесть икринки обусловлена большим содержанием воды в желтке (более 90 %). Продольный диаметр икринок 1,01—1,0 мм, поперечный — 0,66—1,5 мм. Развитие при температуре 22—23 °С длится около 1,5 суток. Предличинки при выклеве имеют длину 2—2,5 мм. В первые двое суток желточный мешок резорбируется. Метаморфоз заканчивается при длине 3—3,5 мм. Анчоусы быстрее всего растут в первый год жизни. В первые два года жизни велика смертность во время зимовки.
Основу питания составляют мелкие планктонные ракообразные, особенно копеподы. В незначительном количестве в рационе присутствует фитопланктон. При недостатке зоопланктона анчоус начинает питаться нектобентосными организмами (мизидами, полихетами). Личинки анчоуса в основном питаются молодью копепод.
В Средиземном море с анчоусами за пищу конкурируют мелкие пелагические рыбы; в Чёрном море — шпрот, ставрида, скумбрия, медузы; в Азовском море — тюлька, атерина, трёхиглая колюшка, рыба-игла и молодь других видов рыб. Анчоус служит кормом пеламидам, сельди, судаку, в меньшей степени белуге, дельфинам, чайкам и буревестникам. Икрой и личинками питаются сагитты, медузы, в Азовском море — тюльки.

## Ареал
Эвригалинный вид. Благодаря терпимости к большим колебаниям температуры воды (5—28 °С) и солёности (7—39 ‰), данный вид имеет очень широкую область распространения. Известны случаи захода анчоуса в опреснённые лиманы и эстуарии. Обитает в восточной Атлантике от Канарских островов и Марокко до Бискайского залива, во всех районах Средиземного и Чёрного морей; в летнее время заходит в Северное (до берегов Южной Норвегии), Балтийское и Азовское моря. Водится также в Индийском океане у берегов Сомали. В пределах столь обширного ареала этот вид образует несколько обособленных форм: атлантическую, средиземноморскую, черноморскую и азовскую.

### Азовская и черноморская хамса
В Азовском море встречается одна из разновидностей европейского анчоуса — азовская хамса, она же — сероспинка, прозванная так за более светлый тон. Сероспинка отличается от черноморской меньшими размерами: обычная длина её составляет 8—10 см, а предельная — не более 11—14 см. Эта рыба проводит в Азовском море только лето; там она активно питается, там же происходит икрометание (в июне—июле) и нагул мальков. Плодовитость хамсы составляет около 20—25 тысяч икринок, вымётываемых двумя-тремя (иногда даже четырьмя) порциями.
Осенью азовская хамса всех возрастов уходит в Чёрное море через Керченский пролив и залегает в зимовальные ямы. В разные годы зимовка проходит в разных районах, но бо́льшая часть хамсы обычно остаётся на зиму в районе Новороссийска или несколько южнее. Во время миграций хамса движется огромными косяками, которые сопровождают стаи морских птиц (чайки и бакланы), а также дельфины. Вылов хамсы проходит с октября по май. Наиболее качественная по своей жирности — рыба осенней путины.
В современной литературе выделяемые ранее отдельные подвиды Engraulis encrasicolus ponticus и Engraulis encrasicolus maeoticus (для черноморской и азовской популяций, соответственно) не рассматриваются.

## Промысел
Наряду с перуанским и японским анчоусами, хамса является объектом широкого промысла. Промысел анчоуса ведётся кошельковыми неводами и в меньшей степени ставными неводами. В Средиземном море основной лов анчоуса происходит летом.
Ещё в античное время средиземноморские анчоусы высоко ценились в солёном виде и для приготовления соуса гарум. В Краснодарском крае свежепойманную хамсу засаливают, обычно в течение 4—6 часов, промывают и употребляют с отварным картофелем, маринованным луком и молодым вином. В приморских районах Болгарии популярным блюдом общепита является обжаренная хамса, которую в местных заведениях обычно подают с пивом как лёгкую закуску. В Голландии анчоусы засаливают без голов, которые содержат горечь.
Азовская хамса, выловленная осенью, содержит до 28 % жира. Мясо жирное и вкусное. Вкус анчоуса при длительном хранении улучшается. При благоприятных условиях можно хранить до 15 лет.
В Новороссийске на Набережной адмирала Серебрякова открыт памятник хамсе.

## Галерея

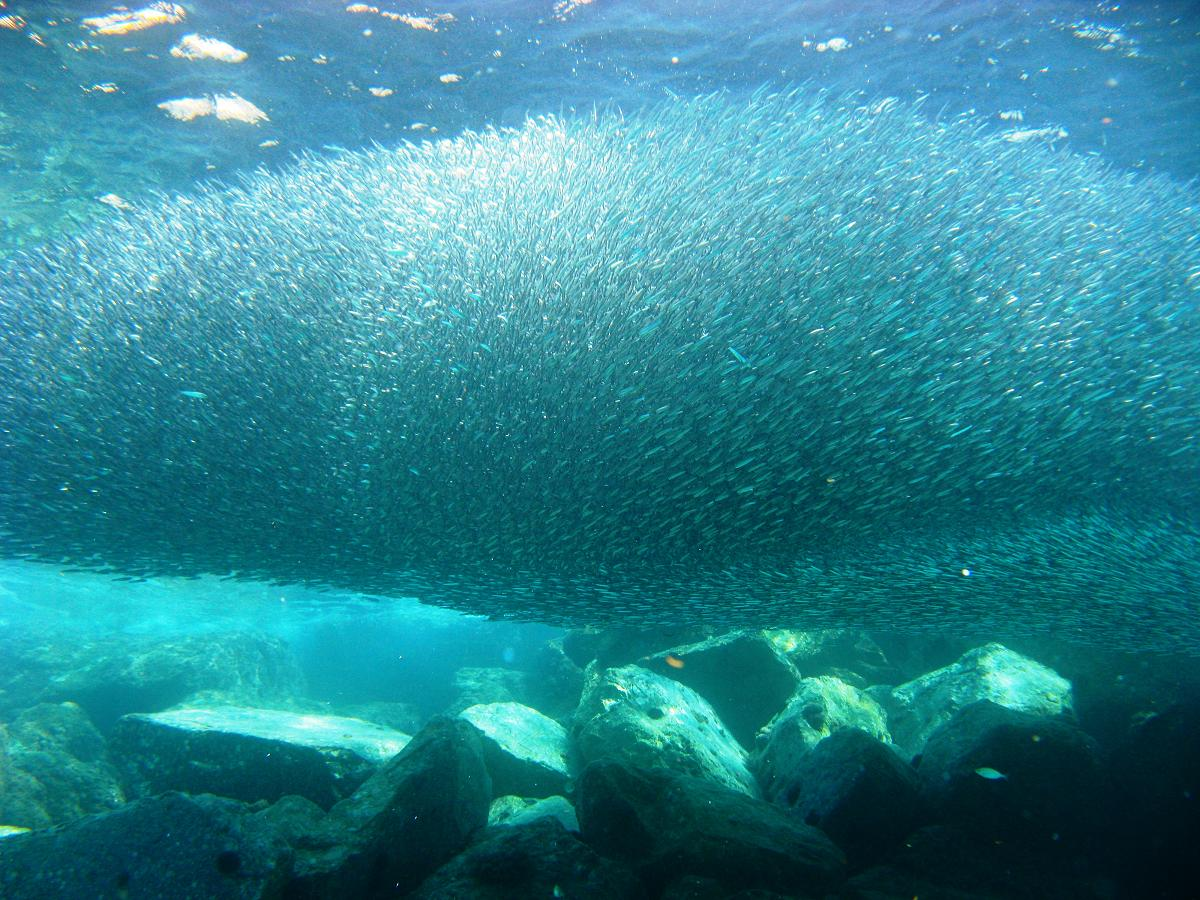
Крупный косяк анчоуса
Хамса на советской почтовой марке
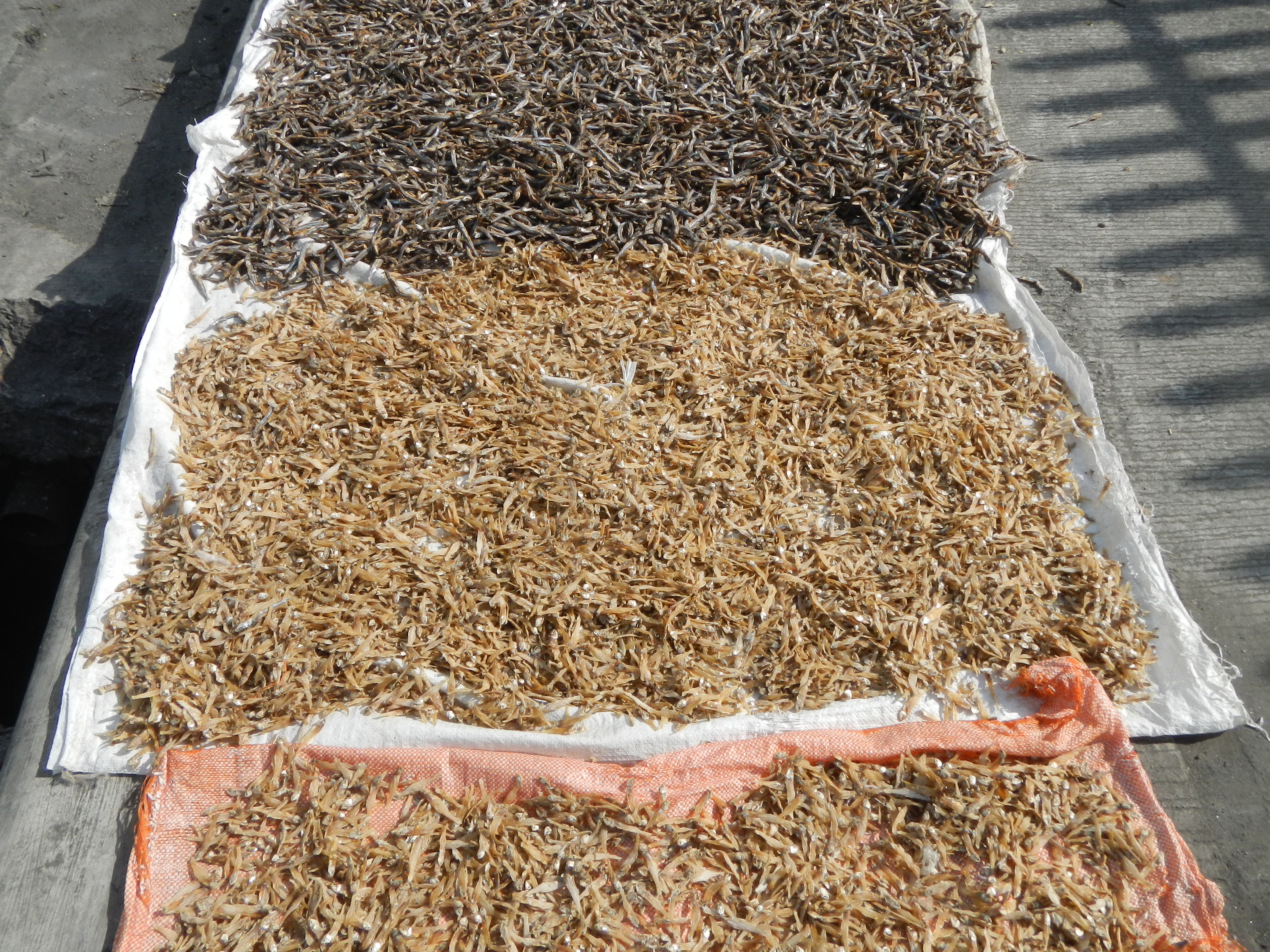
Сушка анчоуса
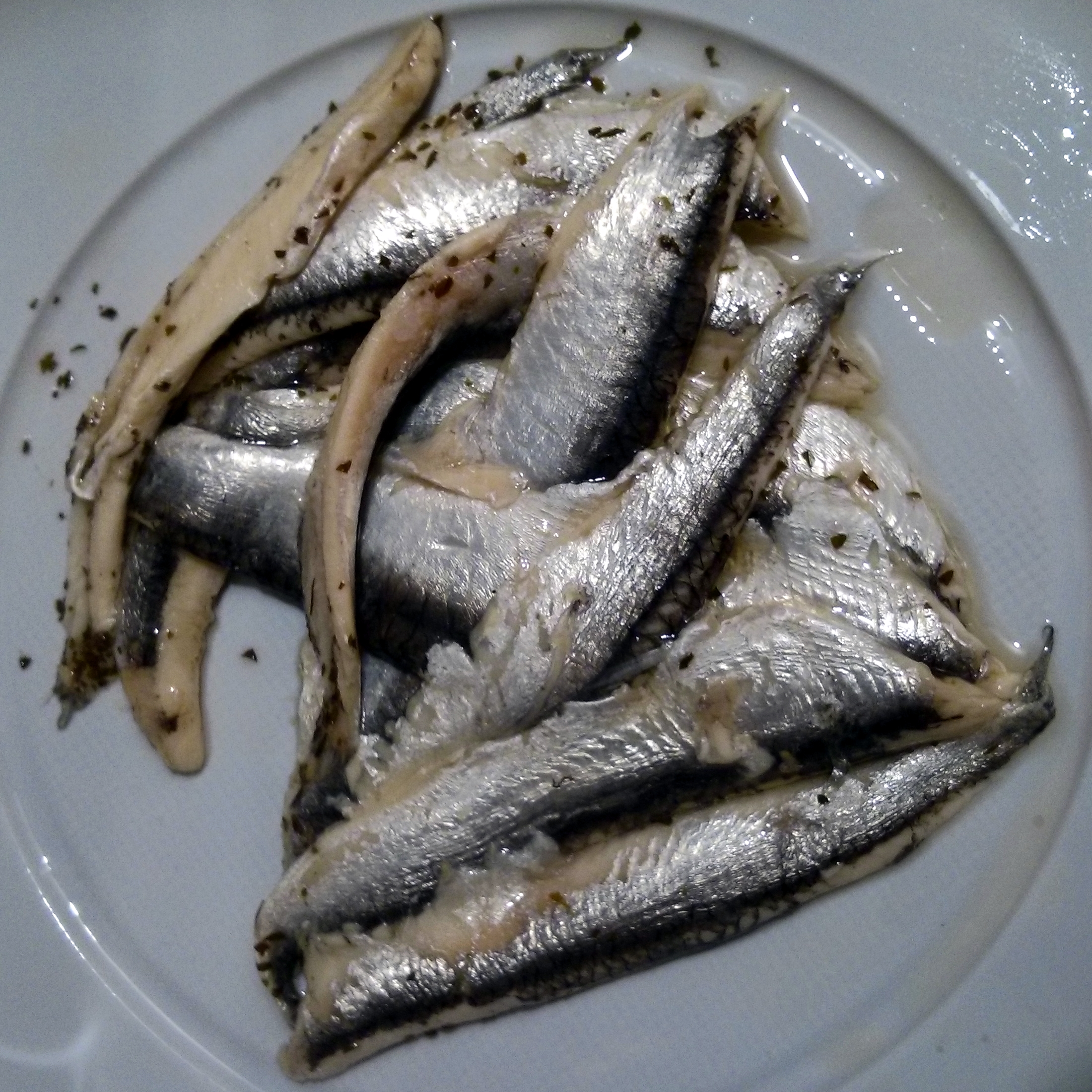
Вариант сервировки солёного анчоуса
Памятник хамсе в Новороссийске